# Маріо Буссич
Маріо Буссич (італ. Mario Bussich, 5 вересня 1898, Спліт — 11 серпня 1971, Рим) — італійський футболіст, що грав на позиції нападника. По завершенні ігрової кар'єри — тренер.
Виступав, зокрема, за клуби «Дженоа» та «Рома».

## Ігрова кар'єра
У дорослому футболі дебютував 1919 року виступами за команду «Ювентус» (Рим), в якій провів один сезон. Протягом 1920—1921 років захищав кольори клубу «Сестрезе».
Своєю грою за останню команду привернув увагу представників тренерського штабу клубу «Дженоа», до складу якого приєднався 1921 року. Відіграв за генуезький клуб наступний сезон своєї ігрової кар'єри. Протягом 1922—1923 років захищав кольори клубу «Самп'єрдаренезе».
1923 року уклав контракт з клубом «Інтернаціонале», у складі якого провів наступні два роки своєї кар'єри гравця.
З 1925 року два сезони захищав кольори клубу «Трієстіна». У складі «Трієстіни» був одним з головних бомбардирів команди, маючи середню результативність на рівні 0,7 гола за гру першості.
З 1927 року два сезони захищав кольори клубу «Рома». В першому сезоні забив 10 голів у чемпіонаті, а також став переможцем Кубка КОНІ, втішного турніру для клубів, що не пробились у фінальний турнір національного чемпіонату. У фіналі Кубка КОНІ «Рома» зустрічалась з «Моденою». Обидва матчі завершились внічию — 0:0 та 2:2, тому було призначене перегравання у Флоренції. Основний час матчу також завершився нічиєю з рахунком 1:1, а у додатковий час на 110-й хвилині матчу Буссич забив переможний гол, що приніс перший офіційний трофей недавно створеному клубу «Рома».
Згодом з 1929 по 1932 рік грав у складі команд нижчих дивізіонів «Тернана», «Фоліньйо» та «Веліті дель Літторіо».

## Кар'єра тренера
Розпочав тренерську кар'єру, ще продовжуючи грати на полі, 1931 року, очоливши тренерський штаб клубу «Веліті дель Літторіо».
Останнім місцем тренерської роботи був клуб «Монте-дей-Паскі», головним тренером команди якого Маріо Буссич був з 1932 по 1935 рік.
Помер 11 серпня 1971 року на 73-му році життя у місті Рим.

## Статистика виступів

### Статистика клубних виступів
| Сезон                 | Команда                | Чемпіонат             | Чемпіонат | Чемпіонат | Національний кубок | Національний кубок | Національний кубок | Усього | Усього |
| Сезон                 | Команда                | Ліга                  | Ігор      | Голів     | Ліга               | Ігор               | Голів              | Ігор   | Голів  |
| --------------------- | ---------------------- | --------------------- | --------- | --------- | ------------------ | ------------------ | ------------------ | ------ | ------ |
| 1919–20               | «Ювентус» (Рим)        | A                     | 2+        | 0         | -                  | -                  | -                  | 2+     | 0      |
| 1920–21               | «Сестрезе»             | A                     | 12        | 6         | -                  | -                  | -                  | 12     | 6      |
| 1921–22               | «Дженоа»               | A                     | 4         | 1         | -                  | -                  | -                  | 4      | 1      |
| 1922–23               | «Самп'єрдаренезе»      | A                     | 18        | 12        | -                  | -                  | -                  | 18     | 12     |
| 1923–24               | «Інтер»                | A                     | 21        | 5         | -                  | -                  | -                  | 21     | 5      |
| 1924–25               | «Інтер»                | A                     | 14        | 3         | -                  | -                  | -                  | 14     | 3      |
| Усього за «Інтер»     | Усього за «Інтер»      | Усього за «Інтер»     | 35        | 8         | -                  | -                  | -                  | 35     | 8      |
| 1925–26               | «Трієстіна»            | B                     | 19        | 11        | -                  | -                  | -                  | 19     | 11     |
| 1926–27               | «Трієстіна»            | B                     | 18        | 15        | -                  | -                  | -                  | 18     | 15     |
| Усього за «Трієстину» | Усього за «Трієстину»  | Усього за «Трієстину» | 37        | 26        | -                  | -                  | -                  | 37     | 26     |
| 1927–28               | «Рома»                 | A                     | 19        | 10        | КК                 | 15                 | 3                  | 34     | 13     |
| 1928–29               | «Рома»                 | A                     | 9         | 0         | -                  | -                  | -                  | 9      | 0      |
| Усього за «Рому»      | Усього за «Рому»       | Усього за «Рому»      | 28        | 10        | -                  | 15                 | 3                  | 43     | 13     |
| 1929–30               | «Тернана»              | C                     | 24        | 14        | -                  | -                  | -                  | 24     | 14     |
| 1930–31               | «Фоліньйо»             | C                     | 19        | 5         | -                  | -                  | -                  | 19     | 5      |
| 1931–32               | «Веліті дель Літторіо» | 4Д                    | 13        | 17        | -                  | -                  | -                  | 13     | 17     |
| Усього за кар'єру     | Усього за кар'єру      | Усього за кар'єру     | 192+      | 99        | -                  | 15                 | 3                  | 207+   | 102    |

## Титули і досягнення
- Володар Кубка КОНІ (1):

«Рома»: 1928